# 伯尼 (加利福尼亞州)
伯尼（英語：Burney）是位於美國加利福尼亞州沙斯塔縣的一個人口普查指定地區。

## 地理
伯尼的座標為40°52′50″N 121°40′00″W / 40.88056°N 121.66667°W，而該地最高點為海拔高度952米（即3195英尺）。

## 人口
根據2010年美國人口普查的數據，伯尼的面積為13.93平方千米，當中陸地面積為13.92平方千米，而水域面積為0.01平方千米。當地共有人口3154人，而人口密度為每平方千米226人。